# Schizopyge esocinus
Schizopyge esocinus (tên tiếng Anh là Pike Asp) là một loài cá vây tia thuộc họ Cyprinidae. Loài này có ở Kazakhstan, Tajikistan, Turkmenistan, và Uzbekistan.